# It's a New Day
It's a New Day é um single do rapper e produtor Will.i.am. O single foi lançado no dia 7 de Novembro de 2008. Sua primeira execução foi no programa The Oprah Winfrey Show. A música também aparece na coletânea de 2009 Change Is Now: Renewing America's Promise.
A música foi escrita em homenagem à vitória de Barack Obama nas eleições para a presidência.
Foi usada em um episódio da 2ª Temporada de Gossip Girl.

## Videoclipe
O videoclipe foi lançado em novembro de 2008. A canção estreou na posição 98 no Top 100 Filipina. No videoclipe aparecem várias celebridades:
- Olivia Wilde
- Kevin Bacon
- Kyra Sedgwick
- Taboo
- Fergie
- Apl.de.ap
- Kanye West
- Kerry Washington
- Gayle King
- Brian J. White
- Quincy Jones
- Aisha Tayler
- Harold Perrineu Jr.
- Joe Biden
- Barack Obama
- Jasse Jackson

## Posições
| Posições (2008)         | Melhores posições |
| ----------------------- | ----------------- |
| U.S. Billboard Hot 100  | 78                |
| Canadian Hot 100        | 84                |
| Hungarian Singles Chart | 135               |